# Köçek

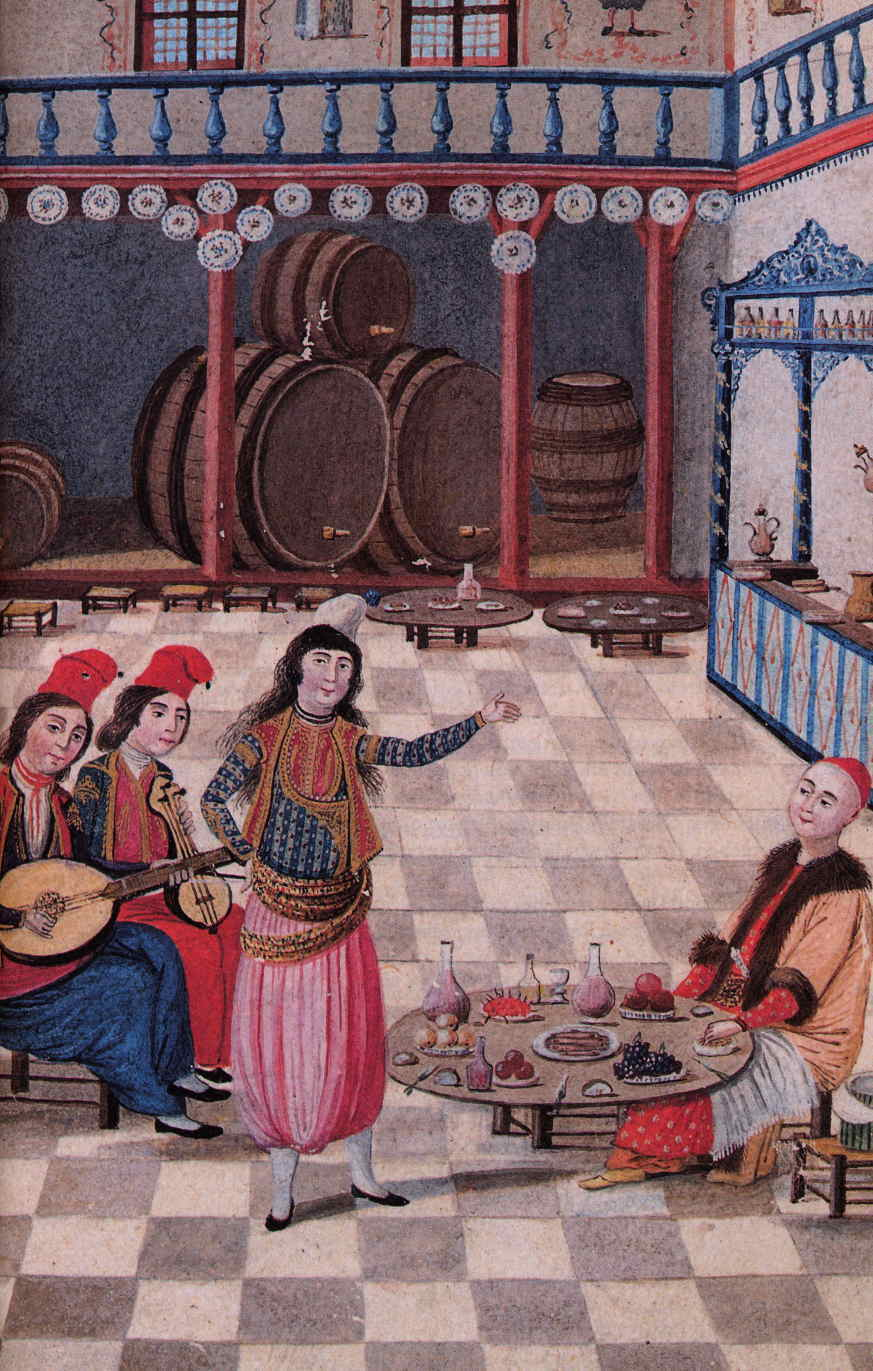
Köçek-Musikgruppe mit Langhalslaute tanbur, Fiedel fasıl kemençe und Gesang. Miniatur im Hubanname des Enderûnlu Fâzıl, 18. Jahrhundert

Die Köçek (pl. türkisch köçekler, deutsch historisch Kötschek) waren im Osmanischen Reich und sind in der Türkei oft besonders schöne junge Männer, die sich zur legalen Ausübung der Homosexualität als Frauen kleideten und als rakkas oder Tänzer eingestellt wurden. Der Tanz des Kjutschek in Albanien und Bulgarien leitet sich vom osmanischen Wort Kötschek ab.

## Herkunft
Das türkische Wort bedeutet „Tierjunges“ und leitet sich vom persischen Wort kutschak ab, was „klein“ oder „jung“ bedeutet und seinerseits die persische Aussprache des türkischen Wortes küçük („klein“) ist. In der krimtatarischen und krimtschakischen Sprache bedeutet das gleich geschriebene Wort köçek „Babykamel“.
Die Kultur des Köçek, der vom 17. bis zum 19. Jahrhundert sein goldenes Zeitalter erlebte, hatte ihren Ursprung in den Traditionen der osmanischen Paläste, speziell in den Harems. Die Gattungen des Köçek bereicherten sowohl die Musik als auch den Tanz der Osmanen.
Die Unterstützung durch die Sultane war ein Hauptfaktor bei dessen Entwicklung, da die frühen Stadien der Köçek-Kunst auf die Palastkreise beschränkt waren. Von dort aus breitete sich die Praxis durch unabhängige Tanzgruppen über das ganze Reich aus.

## Kultur

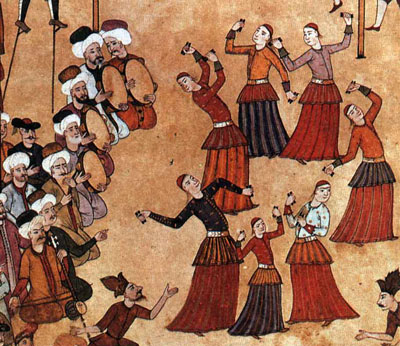
„Köçek-Truppe an einem Volksfest“ bei der Beschneidungsfeier von Sultan Ahmeds Sohn 1720. Miniatur aus dem Surname-i Vehbi, Topkapi-Palast, Konstantinopel.

Ein Köçek begann mit seiner Ausbildung im Alter von sieben oder acht Jahren; diese wurde nach sechs Jahren Studium und Praxis als abgeschlossen betrachtet. Seine Tänzerkarriere sollte anhalten, solange er noch bartlos war und seine jugendliche Erscheinung behielt.
Die Köçeks wurden oft aus den Reihen der nicht-muslimischen Untertanen des Reiches rekrutiert, darunter Juden, Roma, Griechen, Albaner, Armenier und weitere. Teilweise waren es auch Jungen, die gewaltsam über die Knabenlese ihren Familien entrissen wurden. Die Tänze, die als köçek oyunu bekannt waren, vereinigten arabische, griechische, assyrische und kurdische Elemente. Zusammenfassend wurden diese Tänze als köçekce bezeichnet, die in Form von Suiten in einer gegebenen Melodie aufgeführt wurden. Es war seinerseits eine Mischung aus Sufi-, Balkan und klassisch-anatolischer Musik. Manche Tänze der Köçeks sind bis heute in der türkischen Popmusik anzutreffen. Die Begleitmusik umfasste das davul-köçek, wobei das davul eine große Trommel war, von der einen Seite mit Ziegenhaut und die andere mit Schafshaut bespannt war, was verschiedene Töne generieren konnte. Das Talent eines Köçeks wurden nicht nur an seinen Tanzfähigkeiten, sondern auch an seinem Umgang mit den Begleitinstrumenten gemessen, vor allem den Kastagnetten, die als çarpare bekannt waren. Die Tänzer wurden oft von einem ganzen Orchester begleitet, das jeweils vier bis fünf kaba kemençe und laouto als Hauptinstrumente spielte, die ausschließlich für die jungen schwulen Männer gedacht waren. Es gab auch zwei Sänger. Ein Köçek-Tanz im osmanischen Serail  umfasste ein bis zwei Dutzend Köçeks und zahlreiche Musiker. Oft traten sie auf Hochzeiten und Beschneidungsfeiern (Sünnet Dügün) sowie Bayrams auf. Aber auch zur persönlichen Unterhaltung des Sultans und der türkischen Aristokratie wurden die schwulen Männer gerufen.

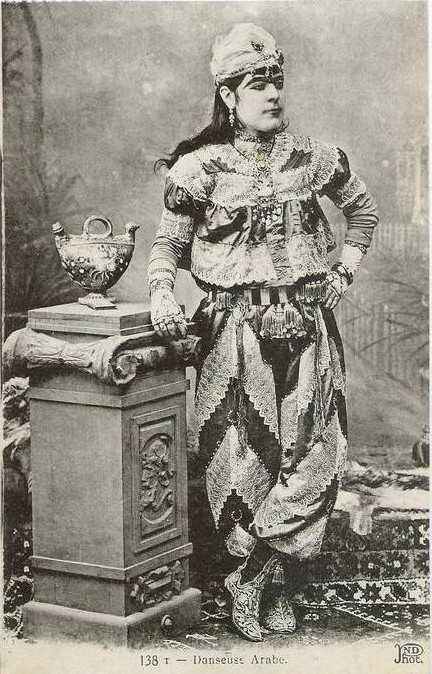
Postkarten-Foto eines Köçeks aus dem späten 19. Jahrhundert

Die jungen Männer trugen oft viel Schminke, lockten ihr Haar und versteckten die langen Locken unter einem kleinen schwarzen oder roten Samthut, der mit Münzen, Juwelen und Gold verziert war. Ihr gewöhnliches Gewand bestand aus einer winzigen, rot bestickten Samtjacke mit einem goldbestickten Seidenhemd, einem Sirwal (sackartige Haremshose), einem langen Rock und einem goldenen Gürtel, der hinten zusammengeknotet war. Sie wurden als „sinnlich, attraktiv, feminin“ und ihr Tanz als „sexuell provokativ“ bezeichnet. Die Tänzer bewegten langsam vertikal und horizontal die Hüften, schnippten rhythmisch mit den Fingern und machten suggestive Gesten. Oft waren Akrobatik, Taumeln und Kampfsimulation (Wrestling) Teil des Aktes. Die Köçeks standen oft sexuell zur Verfügung, für den Höchstbietenden in der passiven Rolle.
Die Namen und Hintergründe der Köçeks im Konstantinopel des 18. Jahrhunderts sind gut dokumentiert. Unter den bekannteren Köçeks aus dem Ende des 18. Jahrhunderts sind Romani Benli Ali aus Dimetoka (heute Griechenland); Büyük (großer) Afet (geboren als Yorgaki und konvertiert zum Islam – jedoch kroatischer Herkunft), Küçük (kleiner) Afet (geboren als Kaspar) mit armenischer Abstammung sowie Pandeli aus der griechischen Insel Chios. Es gab in dieser Zeit mindestens 50 Köçeks mit dem Status yildiz (Star). Zu ihnen zählten der moslemische Roma-Köçek Ismail köçek Ismail, der Wochen oder Monate im Voraus zu einem sehr hohen Preis gebucht werden musste.
Bekannte Dichter wie Fasil bin Taher vom Enderun schrieben Texte, und klassische Komponisten wie der Hofmusiker Hammamizade Ismail Dede Efendi (1778–1846) komponierten Köçekçes für die bekanntesten Köçeks. Viele meyhanes in Konstantinopel (Nachttavernen), die Meze, Rakı oder Wein anboten, stellten Köçeks ein. Vor dem Beginn des Auftritts tanzten die Köçeks mitten unter den Zuschauern. Der Wettstreit um ihre Aufmerksamkeit verursachte im Publikum häufig Unruhe und Auseinandersetzungen. Männer wurden wild, zerschlugen Gläser, schrien sich heiser, oder bekämpften sich oft bis zum Tod, nur um die sexuellen Gefälligkeiten der Jungen ergattern. Solches Buhlen um die Gunst der schwulen Männer führte unter Sultan Abdul Medschid zur endgültigen Bekämpfung dieser Praxis.
Noch um das Jahr 1805 herum gab es über 600 Köçek-Tänzer, die in den Tavernen der türkischen Hauptstadt arbeiteten. Sie wurden im Jahre 1837 mit einem Arbeitsverbot belegt, da unter den Zuschauern oft Streit um die männlichen Tänzer ausbrach. Mit der langsamen Abschaffung der Haremskultur unter Sultan `Abdu'l-`Aziz (1861–1876) und Abdul Hamid II (1876–1908) verloren der Köçek-Tanz und -Musik die Unterstützung ihrer kaiserlichen Mäzene und verschwanden allmählich.
Die Köçeks waren deutlich begehrter als die Çengis („Bauchtänzerinnen“), ihre weiblichen Gegenüber. Von einigen Köçek-Männern wurde bekannt, dass sie von den Çengis getötet wurden, welche äußerst eifersüchtig und verärgert über die Aufmerksamkeit der Männer waren.

## Moderne Köçeks in der heutigen Türkei
Eine moderne Interpretation der schwulen osmanischen Männer und Jünglinge ist der Film Köçek (1975) von Regisseur Nejat Saydam. Der Film bildet das Leben von Caniko, einem etwas femininen Jugendlichen ab, der auch mit seiner Geschlechtsidentität Probleme hat und sich nicht sicher ist.